# 박태호 (야구인)
박태호(朴泰浩, 1963년 5월 13일 ~ )은 전 KBO 리그 롯데 자이언츠의 내야수였다.
은퇴 이후 모교인 대구고등학교 감독과 청소년 야구 국가대표팀을 거쳐 현재 영남대학교 감독을 맡고 있다.

## 출신학교
- 대구중학교
- 대구고등학교
- 영남대학교